# Резия
Резия (итал. Resia) —  коммуна в Италии, располагается в регионе Фриули-Венеция-Джулия, в провинции Удине.
Население составляет 1175 человек (2008 г.), плотность населения составляет 11 чел./км². Занимает площадь 119 км². Почтовый индекс — 33010. Телефонный код — 0433.
Покровителем населённого пункта считается святой Пётр. В коммуне 15 августа особо празднуется Успение Пресвятой Богородицы.

## Демография
Динамика населения:

## Язык и традиции
См. также: Славянская колонизация Восточных Альп, Венецианская Словения

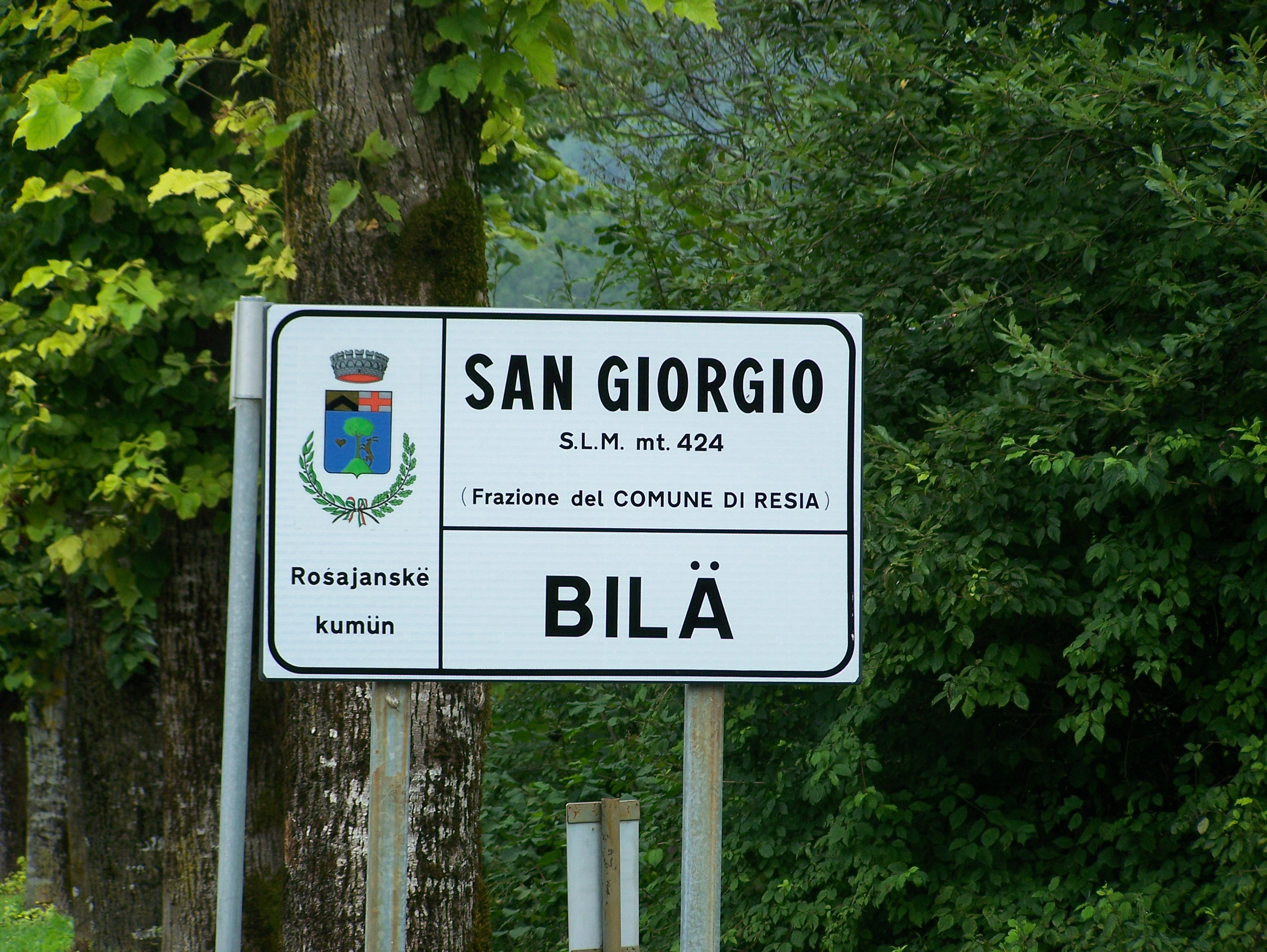
Двуязычный знак на итальянском языке и резьянском микроязыке

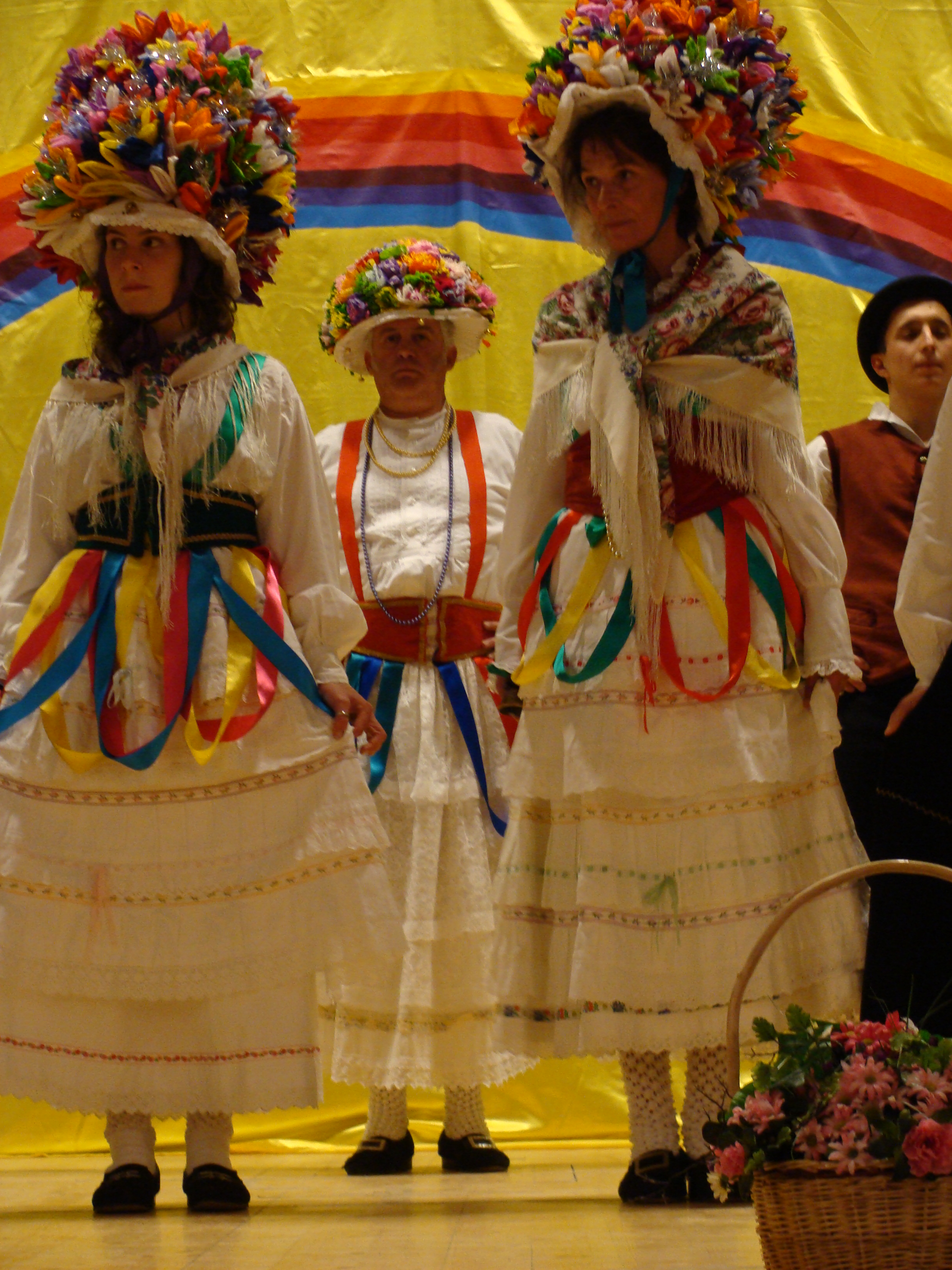
Народные костюмы резьян

Жители Резии говорят на уникальной форме словенского языка - резьянском диалекте.

## Администрация коммуны
- Официальный сайт: http://www.comune.resia.ud.it/